# Pseudo-aleatori

Fig.1 camí aleatori

Pseudo-aleatori, en ciències de la computació, se'n diu d'un procés que sembla aleatori però no ho és. Les seqüències pseudo-aleatòries exibeixen una estadística aleatòria malgrat estar generades per processos deterministics. Els processos pseudo-aleatoris són més senzills de generar que els aleatoris, i a més tenen el benefici que es poden reproduir exactament tants cops com es vulgui, la qual cosa permet assajar i reparar els algorismes de programari.<

## Aplicacions
- Encriptació de dades.[3]
- Disseny de jocs d'ordinador.
- Mostreig estadístic.
- Simulació de sistemes.